# Белевич, Фёдор Николаевич
Фёдор Николаевич Белевич (Билевич) (21 мая 1923 — 2 октября 2004, Минск) — старший сержант Рабоче-крестьянской Красной Армии, участник Великой Отечественной войны, Герой Советского Союза (1945).

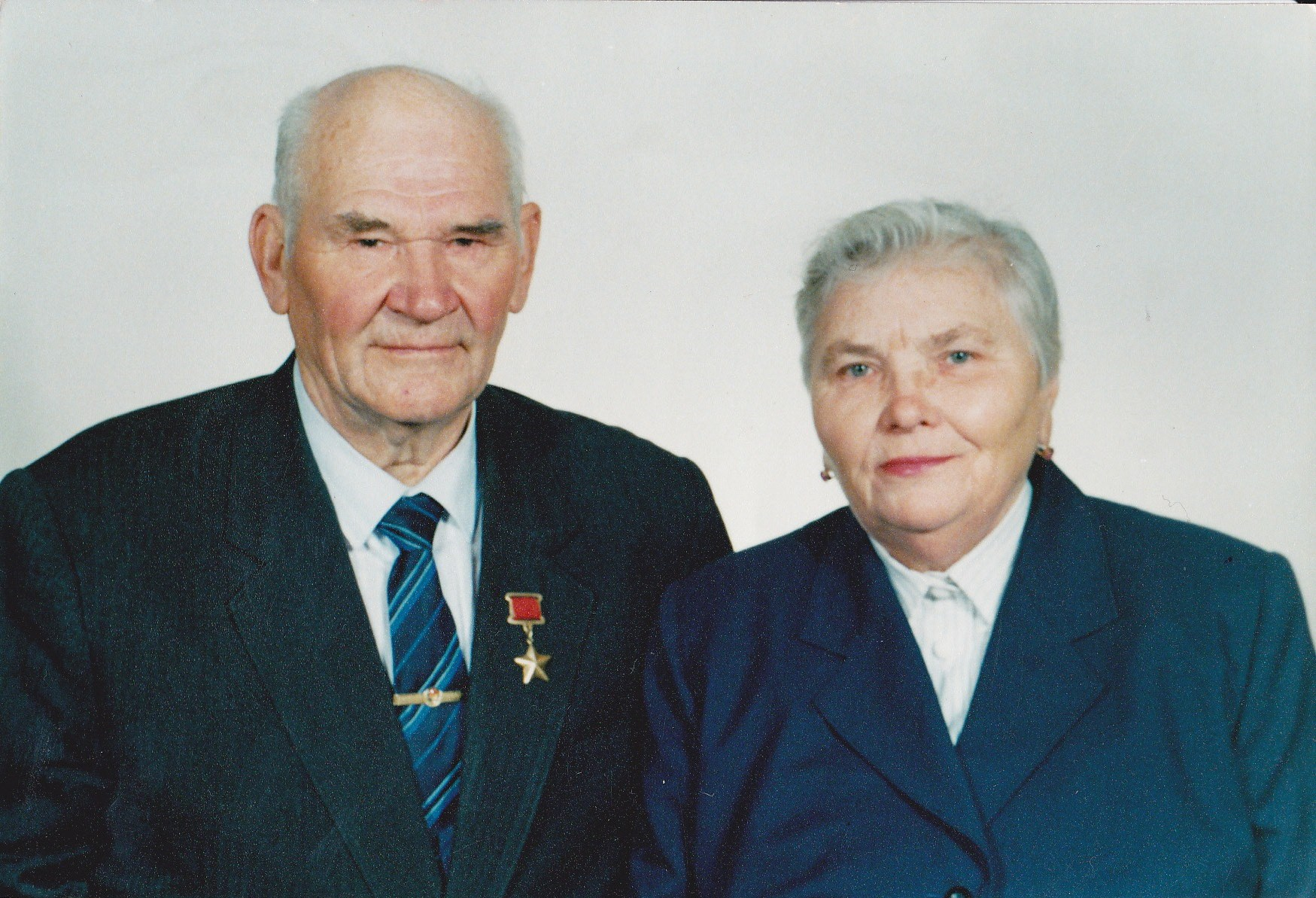
Фёдор Николаевич Белевич со своей женой

## Биография
Фёдор Белевич родился 21 мая 1923 года на станции Бада Хилокского района Читинской области в рабочей семье. Получил начальное образование, после чего работал формовщиком на кирпичном заводе. В январе 1942 года был призван на службу в Рабоче-крестьянскую Красную Армию. С августа того же года — на фронтах Великой Отечественной войны, был наводчиком станкового пулемёта 738-го стрелкового полка 134-й стрелковой дивизии 69-й армии 1-го Белорусского фронта. Отличился во время боёв в Германии.
24 апреля 1945 года в ходе боя у железнодорожной станции Бризен огнём своего пулемёта прижал к земле атакующие силы пехоты противника, что способствовало успешному выполнению боевой задачи батальоном.
После окончания войны был демобилизован. Проживал в Минске, работал шофёром автотранспортной колонны № 5.
Согласно книге Михаила Герштейна «Заблудившиеся во времени», летом 1992 года Белевич был очевидцем НЛО в деревне Липники Смолевичского района Минской области.

## Награды
Указом Президиума Верховного Совета СССР от 31 марта 1945 года Фёдор Белевич был удостоен высокого звания Героя Советского Союза с вручением ордена Ленина и медали «Золотая Звезда».
Также награждён орденами Отечественной войны I степени и Славы III степени, а также рядом медалей.
15 апреля 1999 года Указом Президента Республики Беларусь был награждён Орденом «За службу Родине» III степени.

## Память
5 мая 2015 года в Минске открыта мемориальная доска в честь Героя Советского Союза пулемётчика Федора Белевича. Установлена на доме № 69 по улице Якуба Коласа.